# Zuckerwurzel

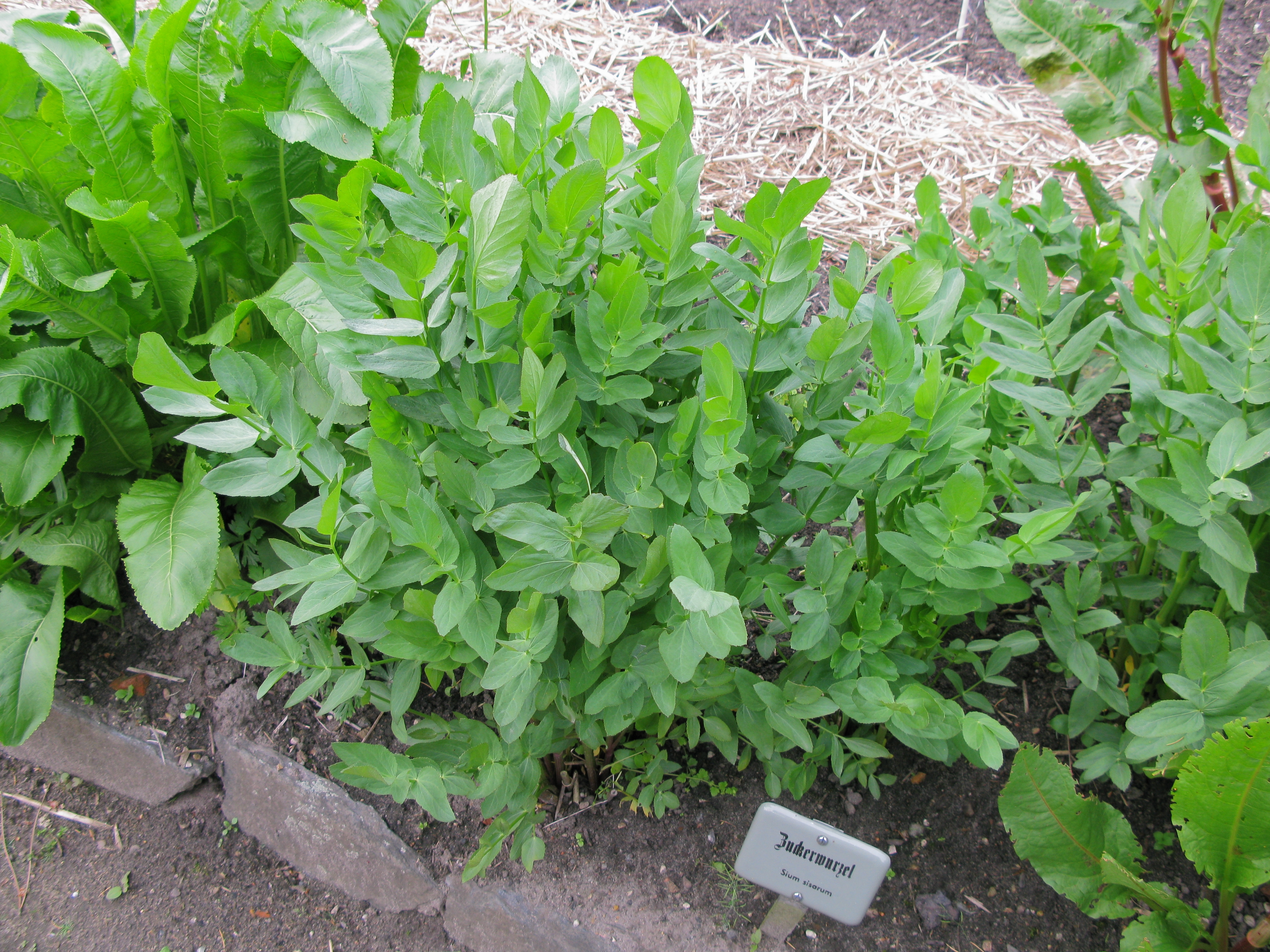
Sium sisarum

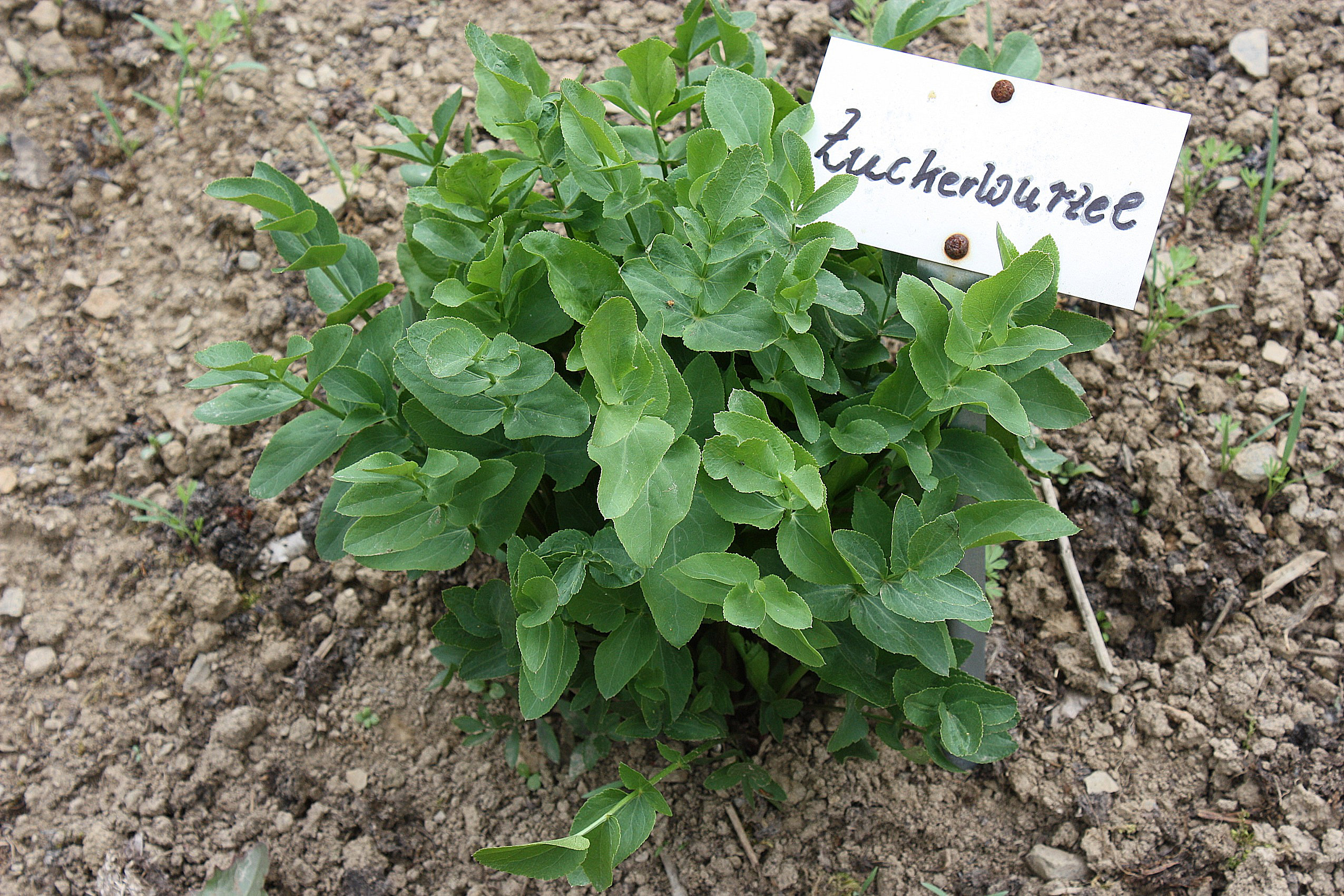
Blätter

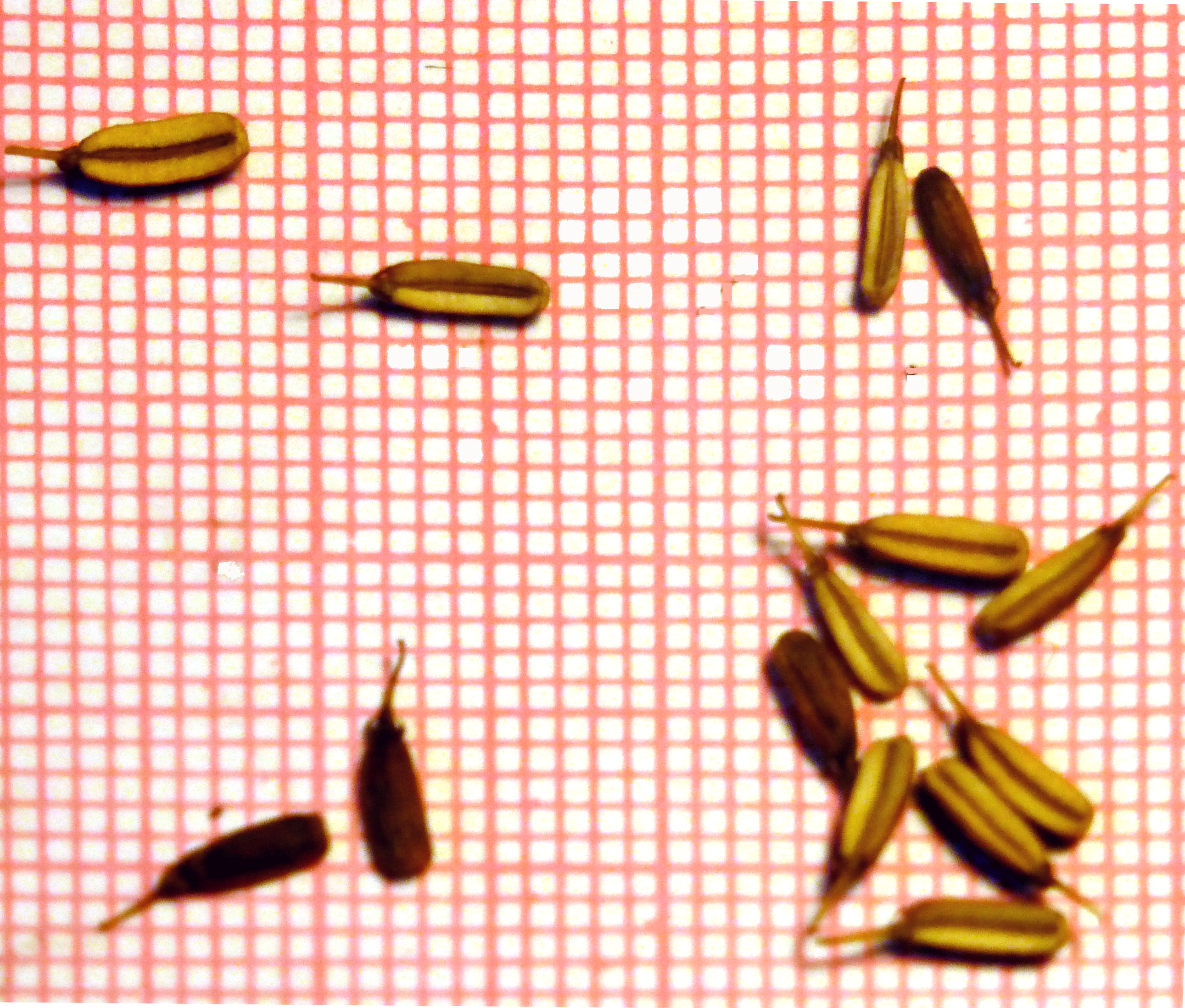
Samen der Zuckerwurz

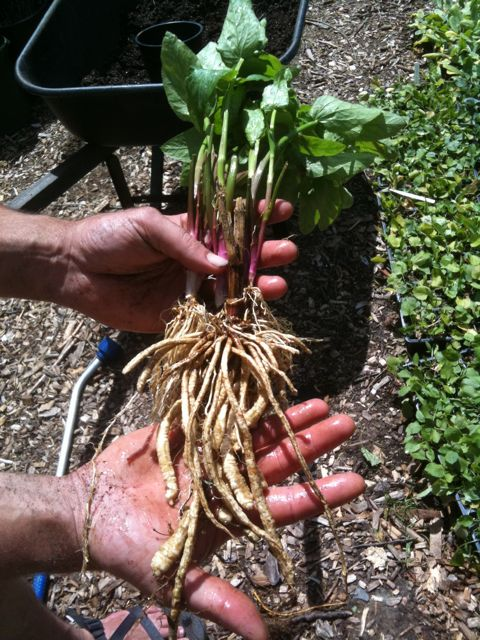
Wurzeln der Zuckerwurzel

Die Zuckerwurzel (Sium sisarum), auch Gierlen, Görlin, Zuckerwurz, Süßwurzel oder Zuckermerk genannt, ist eine Pflanzenart aus der Gattung Merk /Sium, die zur Familie der Doldenblütler (Apiaceae) gehört. Sie ist eine Nutzpflanze aus Osteuropa und Asien. Die Wildform ist vom Kaukasus bis nach Sibirien verbreitet. Der Name leitet sich vom süßen Geschmack der Wurzel ab.

## Beschreibung

### Vegetative Merkmale
Sium sisarum wächst als mehrjährige krautige Pflanze. Sie erreicht Wuchshöhen von 30 bis 150 Zentimeter. Es wird ein Bündel weißer verdickter (etwa fingerdicker) Wurzeln gebildet, die den Wurzeln der Süßkartoffeln oder Dahlien ähnlich sehen, jedoch deutlich dünner sind und eine Länge von 15 bis 20 Zentimetern erreichen, einzelne sogar bis 30 cm. Die mittlere Wurzel wird am stärksten ausgebildet. Die Wurzeln sind grau bis weiß, das Fleisch weiß. Sie sind zylindrisch und leicht spitz zulaufend. Es werden 10–15 Einzelwurzeln gebildet, die einen etwas verholzten faserigen Kern haben. Die Pflanze ist winterhart. Der Stängel ist ästig.
Die Laubblätter sind unpaarig gefiedert mit drei bis elf Fiederblättchen. Die schmalen Fiederblättchen sind bis zu 7 Zentimeter lang und besitzen einen gleichmäßig gesägten Blattrand. Bei den oberen Stängelblättern sind die Fiedern weniger zahlreich, schmaler und am Grund ungleich keilförmig. Bei ihnen ist der Endabschnitt am Grund meist abgerundet.

### Generative Merkmale
Zur Blüte kommt die Pflanze im Juli und August. Sie werden erst im 2. Jahr nach der Aussaat gebildet. Die Blüten stehen in endständigen doppeldoldigen Blütenständen zusammen. Die Doppeldolde ist 10- bis 30-strahlig. Die 1 bis 5 Hüllblätter sind schmal lanzettlich, zurückgeschlagen und deutlich hautrandig. Die Hüllchenblätter sind pfriemlich und scgmal hautrandig. Die kleinen, duftenden Blüten sind sternförmig fünfzählig. Die Kelchzipfel sind sehr kurz und treten nur als kleine Spitzchen hervor. Die Kronblätter sind weiß und etwa 1 Millimeter lang. Der Griffel ist kurz und zuletzt über das Griffelpolster zurückgebogen.
Die braunen Früchte mit helleren Rippen sind kurz und ähneln denen der Karotten. Ebenso wie bei Karotten haften die Teilfrüchte aneinander. Die Frucht ist 2 bis 2,5 Millimeter im Durchmesser und 2 bis 3,5 Millimeter lang. Bei den Früchten handelt es sich um Achänen.
Die Chromosomenzahl der Art ist 2n = 22.

## Herkunft und Geschichte
Das ursprüngliche Verbreitungsgebiet der Zuckerwurzel umfasst Westasien, Zentralasien, das Kaukasusgebiet, Rumänien, Bulgarien, das europäische Russland, die Ukraine, Moldawien und Ungarn. Nach Euro+Med gehören auch Slowenien, Kroatien, Serbien, Nordmazedonien und Griechenland dazu.
Die Zuckerwurzel stammt wohl aus dem östlichen Asien. Die meisten sehen China als Herkunftsland. Sie war im Altertum in Europa noch unbekannt. Jacobus Theodorus „Tabernaemontanus“ schreibt zwar in seinem Kräuterbuch von 1625: „Es soll der Keyser Tiberius, wie Plinius LIB.19.CAP5.28.schreibet/ ein solchen Lust zu diesen Rüblein zu essen gehabt haben, dass er sie alle Jahr am Rheinstrom bestellen lassen und im Italiam hab führen lassen, dann sie seindt dem Magen nütz und gut“. Auch Gerard (Herbal) und Lenz zitieren die gleiche Stelle; Gerard nennt Sisarum als den lateinischen Namen und führt Gelduba (Gellep) als Herkunftsort an. Hierbei handelt es sich aber wahrscheinlich um eine Verwechslung mit der Pastinake (Pastinaca sativa), ebenfalls ein Doldenblütler, da die Zuckerwurzel nicht in Deutschland heimisch war.
Die Zuckerwurzel kam erst im 15. Jahrhundert über Russland nach Europa. Während der Renaissance sollen an englischen Tafeln erstmals Kuchen und andere feine Gerichte aus der Zuckerwurzel serviert worden sein. Auch zur Herstellung von Zucker wurde die Wurzel verwendet., Marggraf veröffentlichte bereits 1747 entsprechende Versuche. Bis Mitte des 19. Jahrhunderts wurde sie in Italien und Deutschland angebaut, dann wurde sie durch die Kartoffel abgelöst. und nur noch in Apothekergärten angebaut. Heute ist die Zuckerwurzel in Europa weitgehend unbekannt und wird kaum noch angebaut. Dies liegt vermutlich am faserigen Kern und der wegen der Form der Wurzel aufwändigen Verarbeitung. In China, Japan und Korea wird sie dagegen nach wie vor kultiviert. In Anatolien wird die Zuckerwurzel, wie viele andere Wildpflanzen, von Frauen auf speziellen „Frauen-Märkten“ verkauft. Die Pflanze wurde bisher nicht züchterisch bearbeitet.

## Nutzung

### Anbau und Ernte
Die Kulturdauer beträgt 6–8 Monate. Für den Anbau wird ein Standort mit leichterem nährstoffreichen Boden gewählt, der Längenwachstum der Wurzeln und das Ernten erleichtert. Zuckerwurzel ist gut an mitteleuropäisches Klima angepasst. Die Pflanze verträgt keine Staunässe. Für die Kultur der Zuckerwurzel sollte der gleiche Fruchtwechsel eingehalten werden wie für Karotten, weil sie sich nicht gut selbst im Nachbau vertragen. Vermehrt wird die Pflanze generativ über Samen oder vegetativ durch Wurzelabschnitte oder Teilung des Wurzelstocks. Die Saat führt wegen der geringen genetischen Variabilität der Zuckerwurzel zu gleichmäßigen Pflanzen im Bestand. Die Aussaat erfolgt im März auf nicht frisch (mit Stalldung) angereichertem Boden, oder schon im Herbst, da sie winterhart ist. Der Vorteil der Herbstaussaat besteht im Wachstumsvorsprung, denn der Same keimt sehr langsam und benötigt etwa 35 Tage. Um die Keimzeit und -sicherheit etwas zu verkürzen und zu verbessern, kann der Samen in Wasser vorgequollen (vorgekeimt) werden. Danach wird er nochmals schonend etwas getrocknet, damit er säfähig (rieselfähig) ist. Der Reihenabstand für Saat ist auf 20–30 cm zu wählen. Der End-Abstand in der Reihe soll etwa 15 cm betragen. Gesät wird etwas dichter und auf knapp 1,5 cm tief. Für die Saat von 1 m² werden 4 g Samen benötigt. Wenn die Pflanzen im 4-Blatt-Stadium sind, kann die Saat verzogen (vereinzelt) werden. Die dabei gewonnenen Pflanzen können auch noch gepflanzt werden. Oft wird auch auf Saatbeeten vorkultiviert und später verpflanzt. Dies geschieht ebenfalls im 4- bis 5-Blatt-Stadium. Vegetative Vermehrung führt schneller zu großen Pflanzen als die Aussaat. Dazu werden Wurzeln gewählt, die eine gute Form haben und möglichst groß sind, was bei mehrjährigem Anbauzyklus so die Sorte verbessert. Die Pflanzung erfolgt 2 bis 4 Wochen (Ende März bis Anfang April) nach der Aussaat. Die Teilpflanzen oder Wurzelteile werden in gleichem Abstand wie bei Saat auf 5 cm tief gepflanzt. Danach verhält sich die Kultur gleich wie bei Aussaat. Düngung entspricht der der Karotten und sollte auf 2–4 Gaben gesplittet werden. Während des Hauptwachstums benötigt die Zuckerwurzel viel Wasser. Durch längere Trockenheit entwickelt sich verstärkt der faserige Kern in der Wurzel.
Die Ernte erfolgt im Herbst oder im Winter. Für den Hausgebrauch können die Wurzeln in Sand eingeschlagen und im Keller eingelagert werden. Nur junge Wurzeln der einjährigen Pflanze sind brauchbar. Die mechanische Ernte erfolgt mit Maschinen wie sie auch für Chicorée-Wurzeln, Schwarzwurzel oder Karotten üblich sind. Der Ertrag beträgt 1–2 kg/m². Bussard gibt 1,2–1,5 kg/m² (120–150 kg/Are) an. Auch das Treiben in dunklen Treibräumen für gebleichte Sprossen ist bekannt. So können die 10 bis 15 cm langen Sprosse 30 bis 40 g pro Pflanze erreichen.
Nach Gerard erfolgt die Ernte im März oder April, bevor die Pflanze austreibt.

### Samenbau und Vermehrung
Sobald die Samen auf den Dolden braun werden, kann man letztere zum Trocknen abschneiden und geschützt nachtrocknen. Dies ist von August bis Oktober gegeben. Die Hauptreife erstreckt sich von August bis September. Ein Gramm Samen enthält etwa 600 Korn und ein Liter Samen entspricht etwa 400 g. Die Samen sind drei Jahre keimfähig. Samen sollten nur von Pflanzen im zweiten Standjahr genommen werden. Genauso wichtig ist die Auswahl von Pflanzen mit gewünschter Wurzelentwicklung. Als Zuchtziele gelten geringer Faseranteil im Wurzelkern, möglichst großer Durchmesser und Länge und guter Geschmack. Am besten werden die Wurzeln vor der Vermehrung sortiert, eingelagert und im nächsten Jahr separat ausgepflanzt. Da die Pflanze mehrjährig ist, kann jedes Jahr Samen geerntet werden.

### Krankheiten und Schädlinge
Es kommen die meisten Krankheiten und Schädlinge vor, die auch bei Karotten, Pastinaken und Petersilie zugegen sind. Besonders Mäuse haben es auch auf die süßen Wurzeln abgesehen.

### Verwendung
In erster Linie wird die Pflanze als Wurzelgemüse verwendet. Die Wurzel wird in Wasser gekocht oder gebraten. Das Fleisch ist mehlig und schmeckt süß aromatisch. Die einjährigen Wurzeln schmecken am besten. Nach dem Kochen kann der faserige Kern leicht entfernt werden. Nach Gerard kann sie auch in Butter oder Öl gebraten oder anderweitig zugerichtet werden, „according to the skill of the cooke, and the taste of the eater“. Die frische Wurzel eignet sich zum Verzehr in rohem Zustand. Aus den Wurzeln kann auch Branntwein hergestellt werden. Die im Frühjahr austreibenden Blätter sind sehr aromatisch; sie können in Mischsalaten verwendet werden.

### Inhaltsstoffe
Das rohe Wurzelfleisch enthält 4 bis 8 % Zucker (Saccharose) und eine Trockensubstanz von 16 %. Die Trockensubstanz enthält 63–65 % Sucrose. Die Trockensubstanz der Blätter beträgt knapp 8 %, sie sind mit 25 beziehungsweise 12 % der Trockensubstanz reich an Proteinen und Zucker. Die Sprossen enthalten mehr Vitamine als die Wurzeln und der Vitamingehalt ist nach Produktion im Treibhaus höher. Deshalb wurde sie viel angebaut, als Zucker noch selten und teuer war. Weiter enthält die Wurzel auch Mineralstoffe und Pektine.

### Medizinische Bedeutung
- Leonhart Fuchs beschreibt die Zuckerwurzel, den „Sisern“ (lateinisch Siser[31]), als lieblich und süß, im Geschmack den gelen Rüben gleich. „Der Same gedörrt, gepulvert und in Wein eingenommen ist gut so den Heschen (Schluchzen) haben und Grimmen im Leib. Sisern machen Lust zu dem ehelichem Werken, stärcken das Herz, sind nützlich denen, so sich sehr erbrochen haben. “[32]
- Nicholas Culpeper (1616–1654), ein englischer Arzt und Astrologe, schreibt, die Pflanze wirke „öffnend, reinigend und harntreibend“. Die Wurzel helfe der Leber und stärke die Verdauung. Wie andere Doldenblütler wie Sellerie oder Giersch habe auch die Zuckerwurzel aphrodisierende Eigenschaften.

Die in Mitteleuropa heimische und mit der Zuckerwurzel verwandte Art Sium latifolium wurde bis ins 20. Jahrhundert als Heilpflanze genutzt.